# Move Your Body (Eiffel 65)
Move Your Body was de tweede single van de Italiaanse groep Eiffel 65. De videoclip diende, door het gebruik van blauwe aliens, als vervolg op die van Blue (Da ba dee).

## Certificaten
| Land        | Certificaat | singles verkocht |
| ----------- | ----------- | ---------------- |
| Australië   | Platina     | 70.000           |
| Duitsland   | Goud        | 250.000          |
| Frankrijk   | Platina     | 500.000          |
| Oostenrijk  | Goud        | 15.000           |
| Zwitserland | Goud        | 15.000           |

## Hitnotering
| Nummer | 28 | 25 | 19 | 19 | 22 | 24 | 35 | 36 | 39 | uit |

| Blue (Da ba dee) in de Ultratop 50 - binnen: 15 januari 2000 | Blue (Da ba dee) in de Ultratop 50 - binnen: 15 januari 2000 | Blue (Da ba dee) in de Ultratop 50 - binnen: 15 januari 2000 | Blue (Da ba dee) in de Ultratop 50 - binnen: 15 januari 2000 | Blue (Da ba dee) in de Ultratop 50 - binnen: 15 januari 2000 | Blue (Da ba dee) in de Ultratop 50 - binnen: 15 januari 2000 | Blue (Da ba dee) in de Ultratop 50 - binnen: 15 januari 2000 | Blue (Da ba dee) in de Ultratop 50 - binnen: 15 januari 2000 | Blue (Da ba dee) in de Ultratop 50 - binnen: 15 januari 2000 | Blue (Da ba dee) in de Ultratop 50 - binnen: 15 januari 2000 | Blue (Da ba dee) in de Ultratop 50 - binnen: 15 januari 2000 | Blue (Da ba dee) in de Ultratop 50 - binnen: 15 januari 2000 | Blue (Da ba dee) in de Ultratop 50 - binnen: 15 januari 2000 | Blue (Da ba dee) in de Ultratop 50 - binnen: 15 januari 2000 |
| Week                                                         | 1                                                            | 2                                                            | 3                                                            | 4                                                            | 5                                                            | 6                                                            | 7                                                            | 8                                                            | 9                                                            | 10                                                           | 11                                                           | 12                                                           | 13                                                           |
| ------------------------------------------------------------ | ------------------------------------------------------------ | ------------------------------------------------------------ | ------------------------------------------------------------ | ------------------------------------------------------------ | ------------------------------------------------------------ | ------------------------------------------------------------ | ------------------------------------------------------------ | ------------------------------------------------------------ | ------------------------------------------------------------ | ------------------------------------------------------------ | ------------------------------------------------------------ | ------------------------------------------------------------ | ------------------------------------------------------------ |
| Nummer                                                       | 50                                                           | 44                                                           | 30                                                           | 23                                                           | 17                                                           | 15                                                           | 15                                                           | 15                                                           | 21                                                           | 24                                                           | 28                                                           | 46                                                           | uit                                                          |